# Pierre-Étienne Poux-Landry
Pour les articles homonymes, voir Poux et Landry.
Pierre-Etienne Poux-Landry, né à Chapelle-des-Bois (Doubs) le 13 février 1775 et mort à Besançon le 30 avril 1852, où il vécut en ermite de 1835 à sa mort, fait partie des personnages pittoresques de l'histoire bisontine. Il est surnommé l'« ermite de la Citadelle ».

## Biographie
Pierre-Étienne Poux-Landry a servi sous le Premier Empire dans la Grande Armée napoléonienne. Rentré dans ses foyers à la Chapelle-des-Bois après l'abdication de Napoléon Ier en 1814, il espère, même après les Cent-Jours et comme tous les « demi-soldes » de l'époque, un second retour de « l'Idole ». À la mort de ce dernier en 1821 puis de son fils Napoléon II en 1832, cet espoir est anéanti. Il quitte alors son village pour la capitale comtoise et trouve refuge dans un rocher situé sous la citadelle de Besançon et, à l'âge de soixante-deux ans, construit son logis, creusant jour après jour à même la roche. Quelques Bisontins allaient, de temps à autre, lui rendre visite, et parfois, aussi lui faire une aumône. Quelquefois, les jeunes recrues de l'armée montaient voir « l'ancien », ainsi que l'état d'avancement de son logis. Il passe sur ces lieux les dix-sept dernières années de sa vie, et meurt abandonné, à l'âge de 79 ans, en 1852, à l'hôpital de Besançon où, malade, il a dû se réfugier. 

## Les autres ermites du site
Un premier ermitage est attesté au Ve siècle près des grottes Saint-Léonard. Puis un second au XIVe, à l'emplacement de la Chapelle Notre-Dame des Buis. D’autres suivront.
A la fin des années 1930, un témoin de Jéhovah , ancien ouvrier de chez Lip, a habité une maisonnette entre la Citadelle et La Chapelle-des-Buis.  Au milieu des années 1950, son habitation est détruite par un incendie ; grâce à un élan de générosité, il a obtenu le mobilier et les vêtements nécessaires à la poursuite de sa vie en solitaire. On l’appelait « l’ermite de la Chapelle-des-Buis (ou de la Citadelle)».